# Pablo Palacios
Pablo David Palacios (Quito, 5 februari 1982) is een voormalig Ecuadoraans profvoetballer. Hij speelde als aanvaller voor onder andere Universidad Católica, Barcelona SC en Club Sport Emelec.

## Interlandcarrière
Palacios, bijgenaamd El Rambo Palacios, speelde zestien officiële interlands voor Ecuador. Onder leiding van bondscoach Luis Fernando Suárez maakte hij zijn debuut op 27 december 2005 in de vriendschappelijke wedstrijd tegen Senegal (2-1) in Caïro, net als verdediger Carlos Castro van Club Deportivo El Nacional.

## Erelijst
Barcelona SC
- Topscorer Campeonato Ecuatoriano

2008 (20 goals)